# Haarnetz

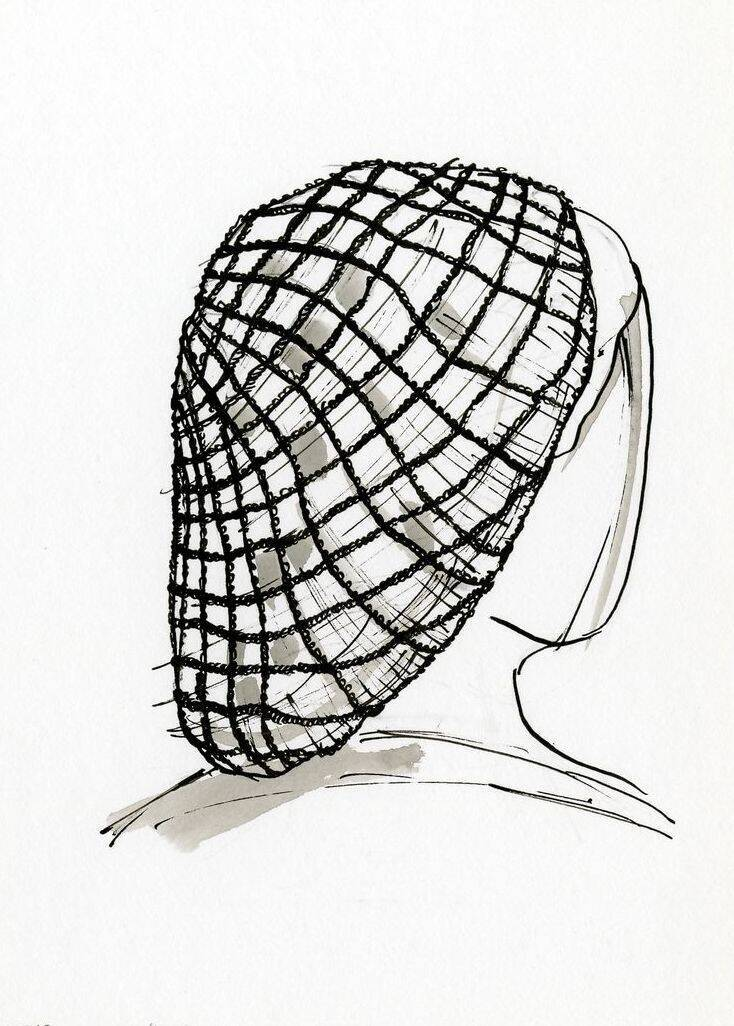
Schematische Zeichnung eines Haarnetzes

Ein Haarnetz ist eine meist elastische netzförmige Kopfbedeckung, die dazu verwendet wird, das Haar an seinem Platz zu halten. Alternativ zum Kopftuch werden Haarnetze aus Gründen des Arbeitsschutzes verwendet. Besonders bei langen Haaren ist eine Fixierung bei bestimmten Tätigkeiten erforderlich. So verhindert das Haarnetz das Einziehen der Haare in eine Bohrmaschine und das dadurch bedingte Skalpieren der Kopfhaut. Ein Haarnetz wird auch aus hygienischen oder aus medizinischen Gründen oder als Kopfschmuck getragen.

## Geschichte
In Nordeuropa sind Haarnetze in Sprangtechnik aus dem Frauengrab von Skrydstrup bereits aus dem 15./14. Jh. vor Chr. nachgewiesen, jüngere Funde von Haarnetzen gibt es aus dem 8. bis 5. Jahrhundert vor Chr. an den Moorleichen Frau von Haraldskær und Frau von Arden aus Dänemark. Nachweise für das Tragen von Haarnetzen fanden sich auch schon für das antike Griechenland. Weitere Funde gibt es aus einer Müllgrube des römischen Militärlagers Vindonissa in der Schweiz. Auch aus römischen Frauengräbern sind Haarnetze bekannt. Ihre Verwendung im frühen Mittelalter ist im niedersächsischen Gräberfeld von Liebenau im 6. Jahrhundert n. Chr. bezeugt.
In Deutschland und England gab es Haarnetze seit dem 13. Jahrhundert aus feiner Seide. Auch Haarnetze aus geknüpftem Echthaar waren beliebt, sie konnten verwendet werden, um Haare derselben Farbe unauffällig in Form zu halten.
Am Haarnetz-Erlass des Bundesverteidigungsministeriums, der die Vorschriften zur Haartracht der männlichen Bundeswehrsoldaten liberalisierte, machte sich 1971 eine breite gesellschaftspolitische Diskussion in der Bundesrepublik fest.

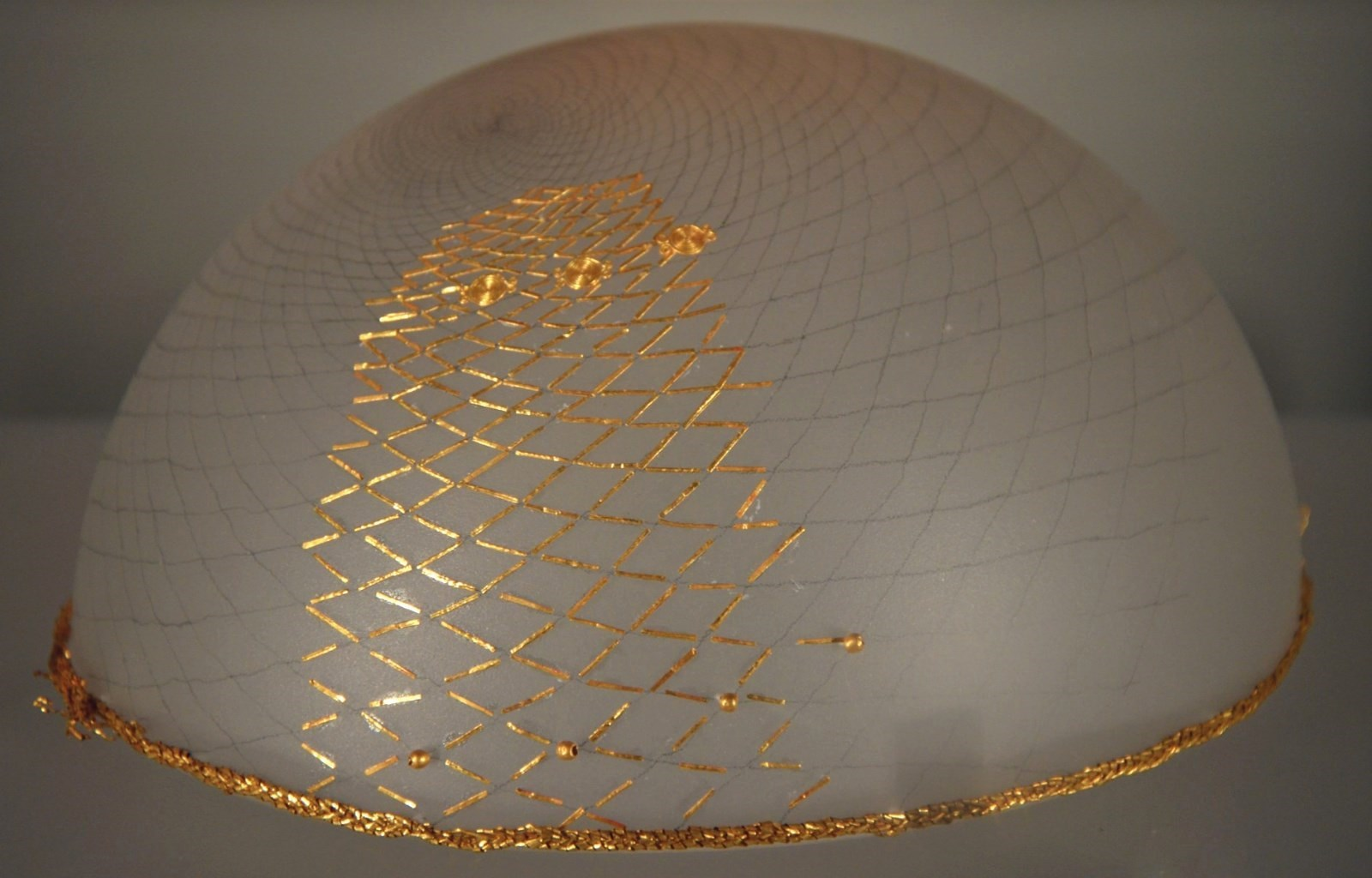
Römisches Haarnetz aus Golddrähten, 1. Jahrhundert n. Chr.
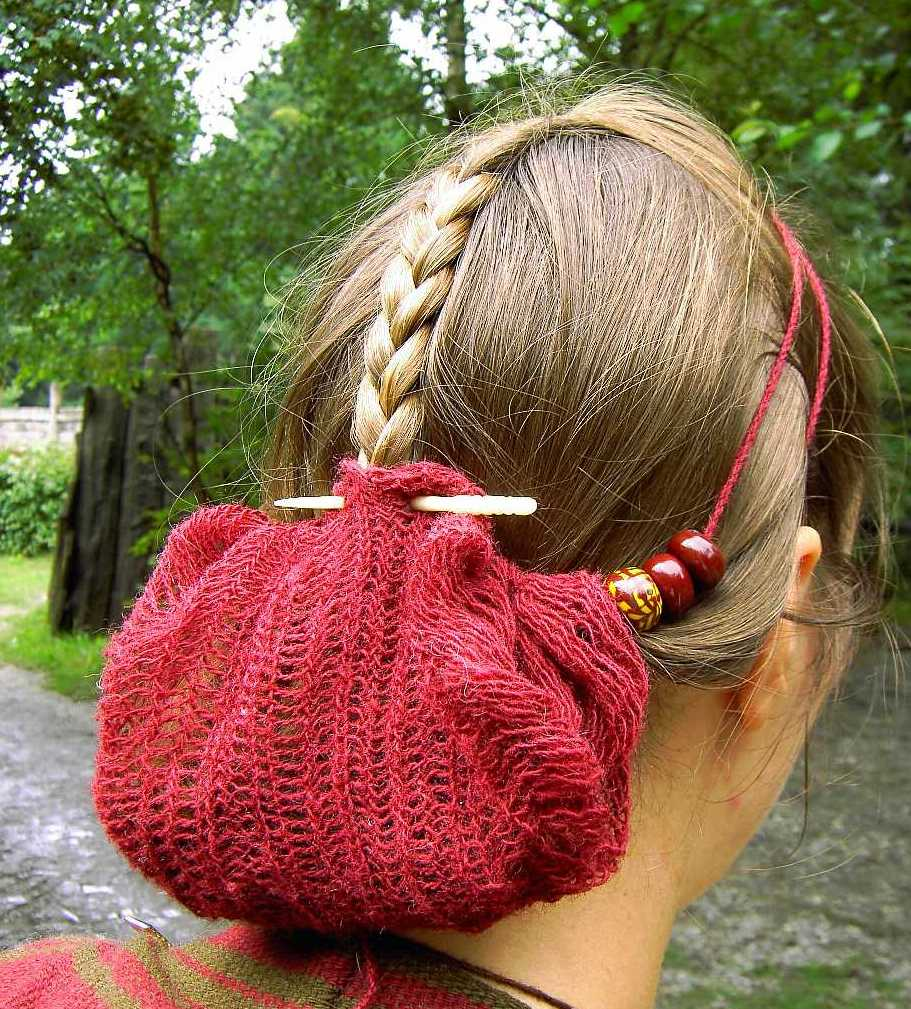
Rekonstruktion eines sächsischen Haarnetzes aus dem 6. Jh. n. Chr.
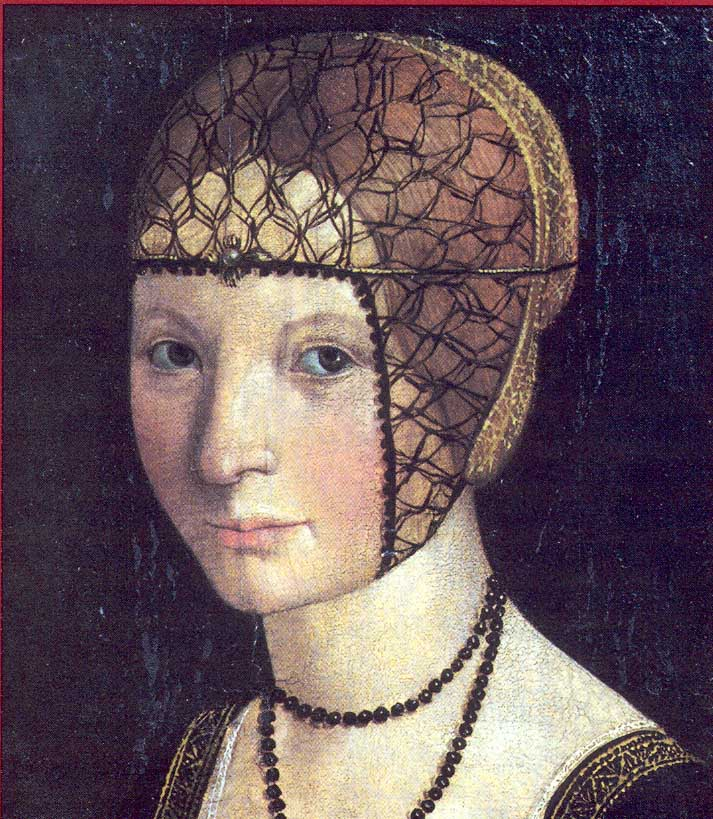
Haarnetz in der Mode des frühen 16. Jahrhunderts, vor 1521, Porträt von Anna d’Alençon gemalt von Macrino d’Alba
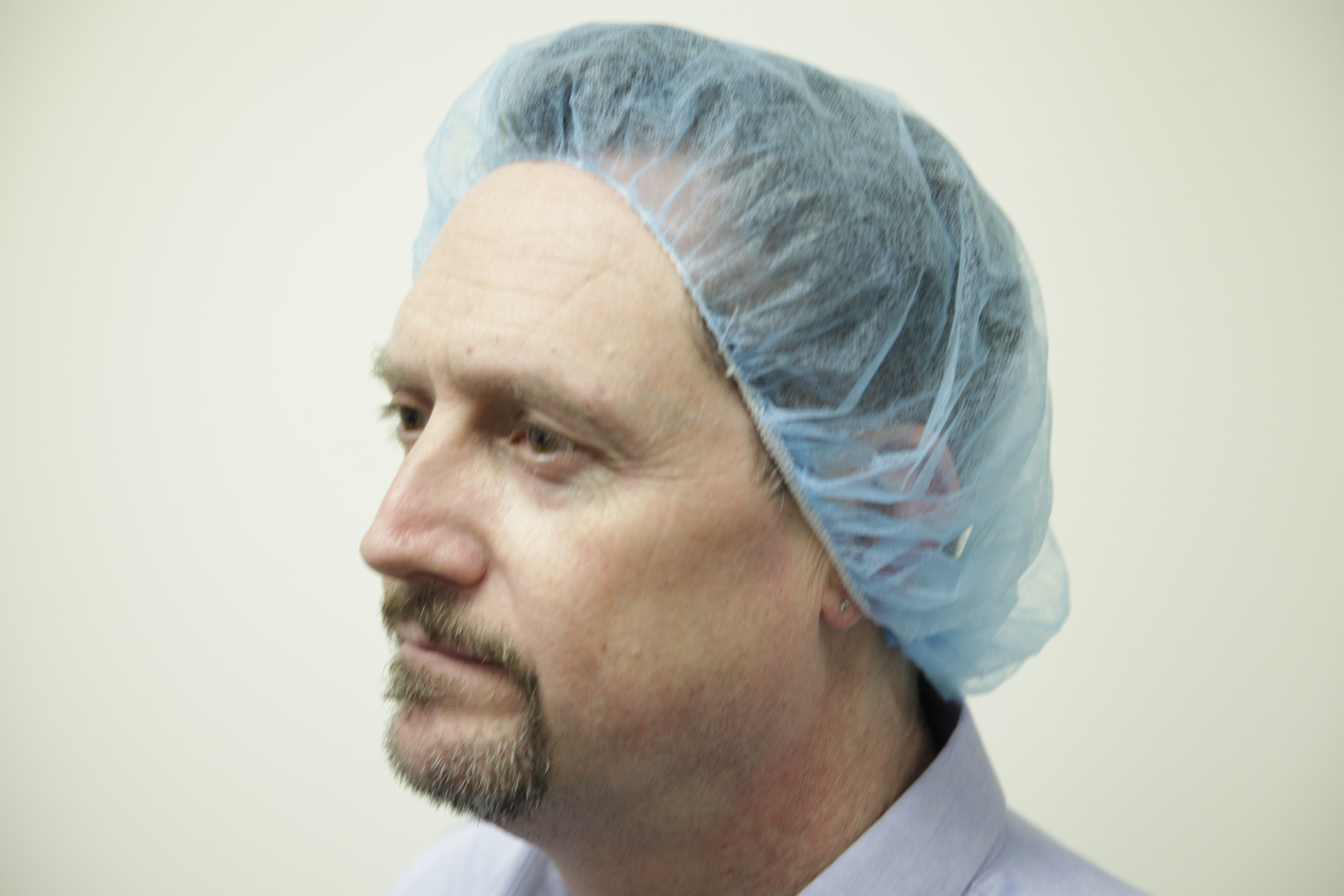
Medizinisches Haarnetz, 2011
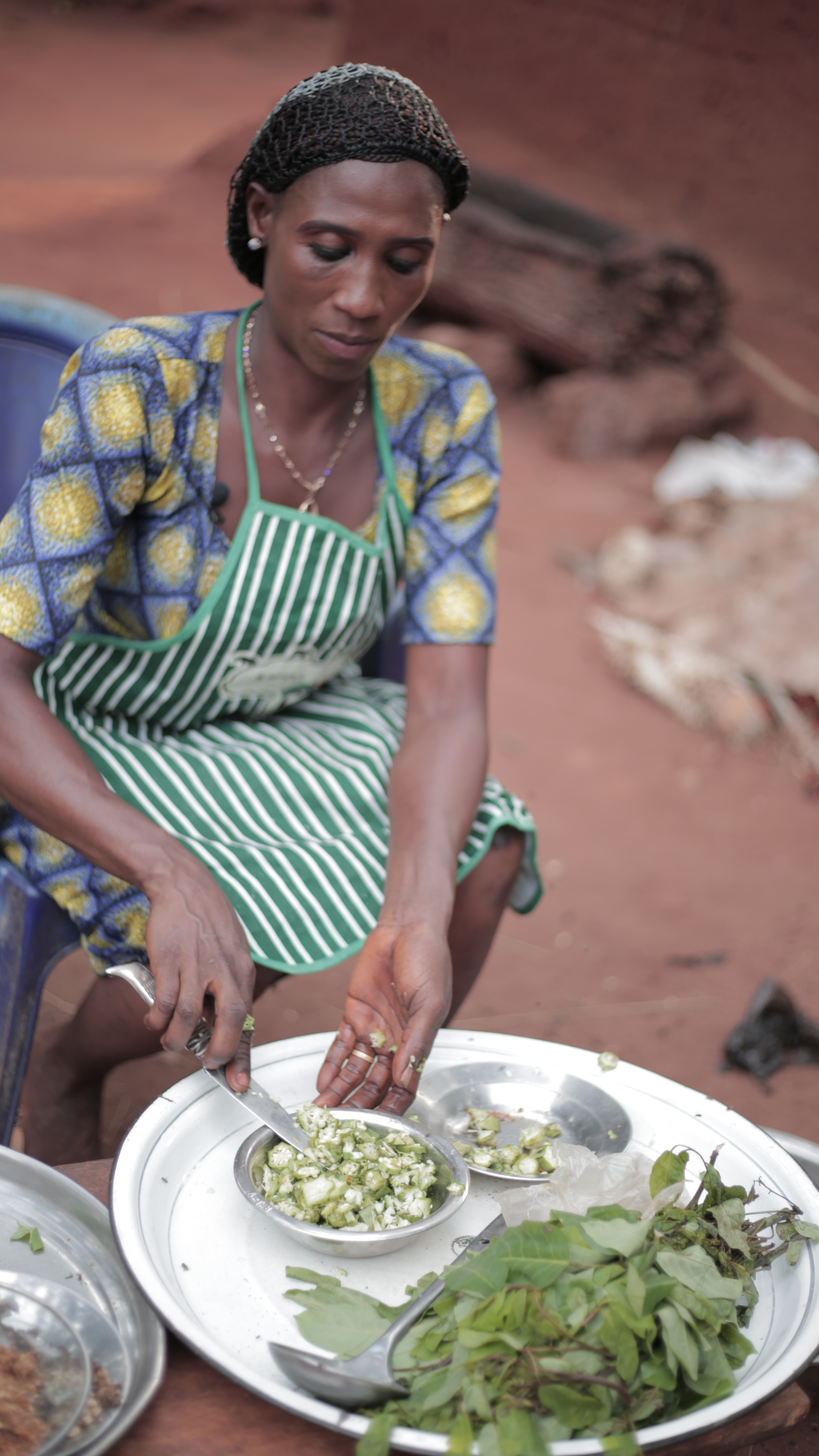
Nigerianerin mit Haarnetz, 2017